# Kolonia Wolności
Kolonia Wolności (Kolonia Wolność, Kolonia Wolność Górnicza; w okresie Polski Ludowej również: Kolonia Jedności Robotniczej; niem. Bergfreiheit, Col. Bergfreiheit) – kolonia fryderycjańska założona w 1801 roku w Starych Tarnowicach, dla górników kopalni kruszców srebronośnych „Fryderyk” w pobliskich Bobrownikach. Od 1924 roku w całości w granicach Tarnowskich Gór.

## Historia

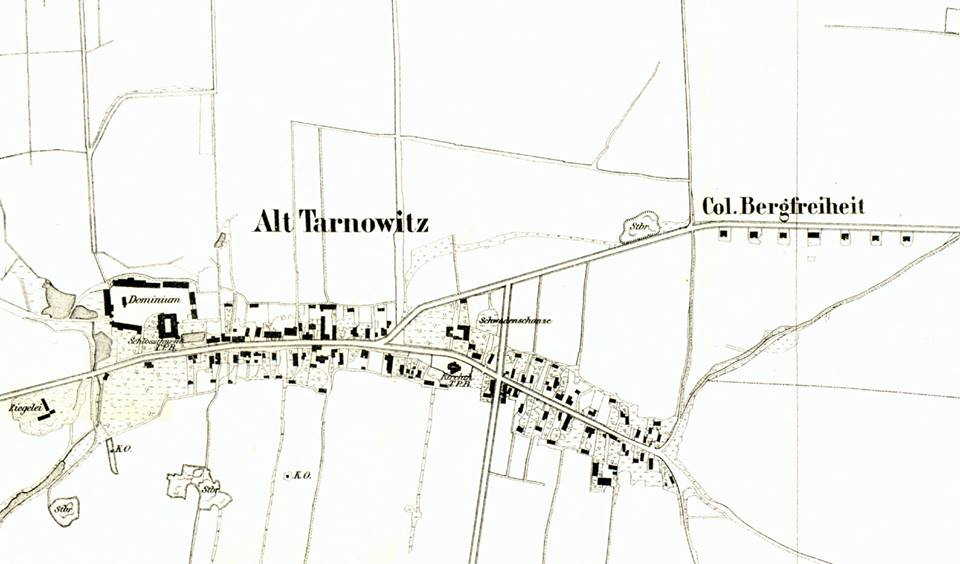
Kolonia Wolności (niem. Col. Bergfreiheit) na północny wschód od Starych Tarnowic (niem. Alt Tarnowitz). Mapa z poł. XIX wieku

Przyczyną założenia kolonii były problemy z zapewnieniem mieszkań dla pracowników rozbudowywanej kopalni „Fryderyk”. Hrabia Łazarz III Henckel von Donnersmarck, właściciel Bobrownik, na terenie których znajdowała się kopalnia, żądał odszkodowań za górników, którzy nie płacili przysługującej mu pańszczyzny. Z kolei w niewielkim mieście, jakim w owym czasie były Tarnowskie Góry, nie było możliwości znalezienia odpowiednich mieszkań pod wynajem. Z tego powodu władze należącej do rządu Prus kopalni postanowiły wydzierżawić od dziedzica Starych Tarnowic, Johanna Gottlieba von Büttnera, teren o powierzchni 13 jutrzyn i 63 sążni kwadratowych położony przy drodze biegnącej z Tarnowskich Gór (współcześnie ulica Kardynała Stefana Wyszyńskiego).
W 1799 stworzono plan przyszłej kolonii zakładający budowę sześciu identycznych domów mieszkalnych. Dodatkowo w centralnej części kolonii miała powstać cechownia z ogrodem i stajnią, niewielka remiza oraz studnia. Umowę dzierżawy terenu podpisano 11 stycznia 1801 roku. Ostatecznie wybudowano 7 domostw, których koszt budowy wyniósł 250 talarów za dom. Pierwsze trzy domy oraz głęboką na 80 metrów studnię zbudowano już w 1801 roku, w 1804 roku – kolejne dwa domy oraz remizę, zaś cechownię i szósty dom wzniesiono w 1807 lub 1808 roku.
Do Kolonii Wolności przynależał istniejący w latach 1864–1886 szpital na Lyszczu. Był to budynek prostokątny, parterowy, dwutraktowy z pięcioosiową elewacją frontową i dachem naczółkowym. Rozebrany został po II wojnie światowej.
Mieszkańcy Kolonii, zobowiązani do pracy w kopalni, zwolnieni zostali z pańszczyzny, korzystali więc z tzw. „wolności górniczej”, skąd wzięła się pierwotna nazwa osady. Kolonia była administrowana przez Królewski Górnośląski Urząd Górniczo-Hutniczy w Tarnowskich Górach.

## Charakterystyka

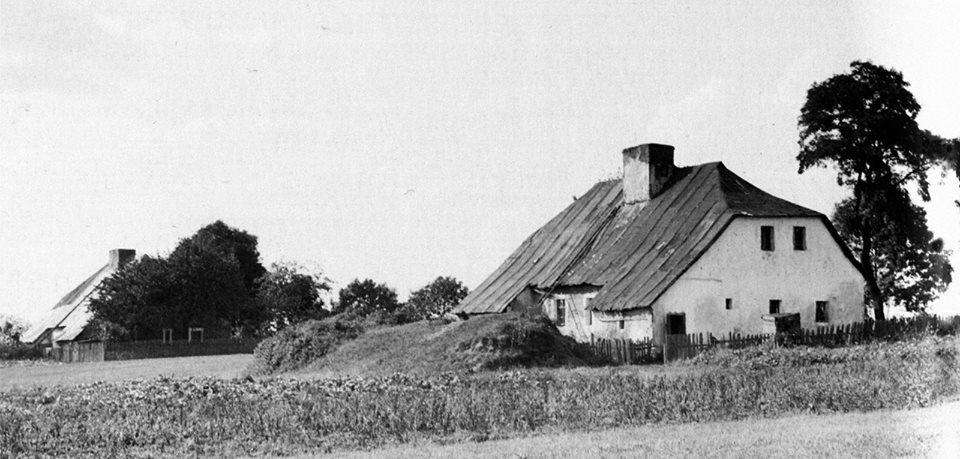
Zabudowania Kolonii Wolności około 1925 roku. Widoczne ziemianki znajdujące się z tyłu domostw

Domy mieszkalne na obszarze Kolonii budowane były na planie prostokąta o wymiarach 13,7 × 10 metrów. W środku znajdowała się sień z dwiema obszernymi izbami o wymiarach 6 × 5 metrów po bokach, z których wchodziło się do dwóch mniejszych pomieszczeń z tyłu budynku. Z sieni można było się dostać również do większej izby z tylu domostwa oraz schodami na piętro, gdzie znajdowały się dwa prostokątne pomieszczenia o wymiarach 4,5 × 5 metrów. Do dyspozycji mieszkańców był jeszcze nisko sklepiony strych. W narożnikach izb znajdujących się po bokach sieni znajdowały się po dwa paleniska mające ujście we wspólnym centralnie umiejscowionym kominie.
Chaty były nakryte dachami naczółkowymi pokrytymi pierwotnie najprawdopodobniej gontami, a w latach 20. XX wieku papą. Nie było w nich piwnic, jednak w 1817 roku za każdym z domów Urząd Górniczy zlecił wybudowanie ziemianek.
W każdym z domów znajdowało się po pięć mieszkań:
- dwa mieszkania dwuizbowe o czynszu 6 talarów rocznie,
- jedno jednoizbowe mieszkanie z tyłu domostwa za 4 talary rocznie,
- dwa jednoizbowe mieszkania na piętrze po 3 talary rocznie.

Kolonię Wolność rozbudowano w późniejszym okresie w kierunku wschodnim, na terytorium miasta Tarnowskie Góry; stąd w momencie przejęcia wschodniej części Górnego Śląska przez Polskę (1922) była kolonią jednocześnie dwóch jednostek administracyjnych: miasta Tarnowskie Góry i gminy Stare Tarnowice.

## Współcześnie

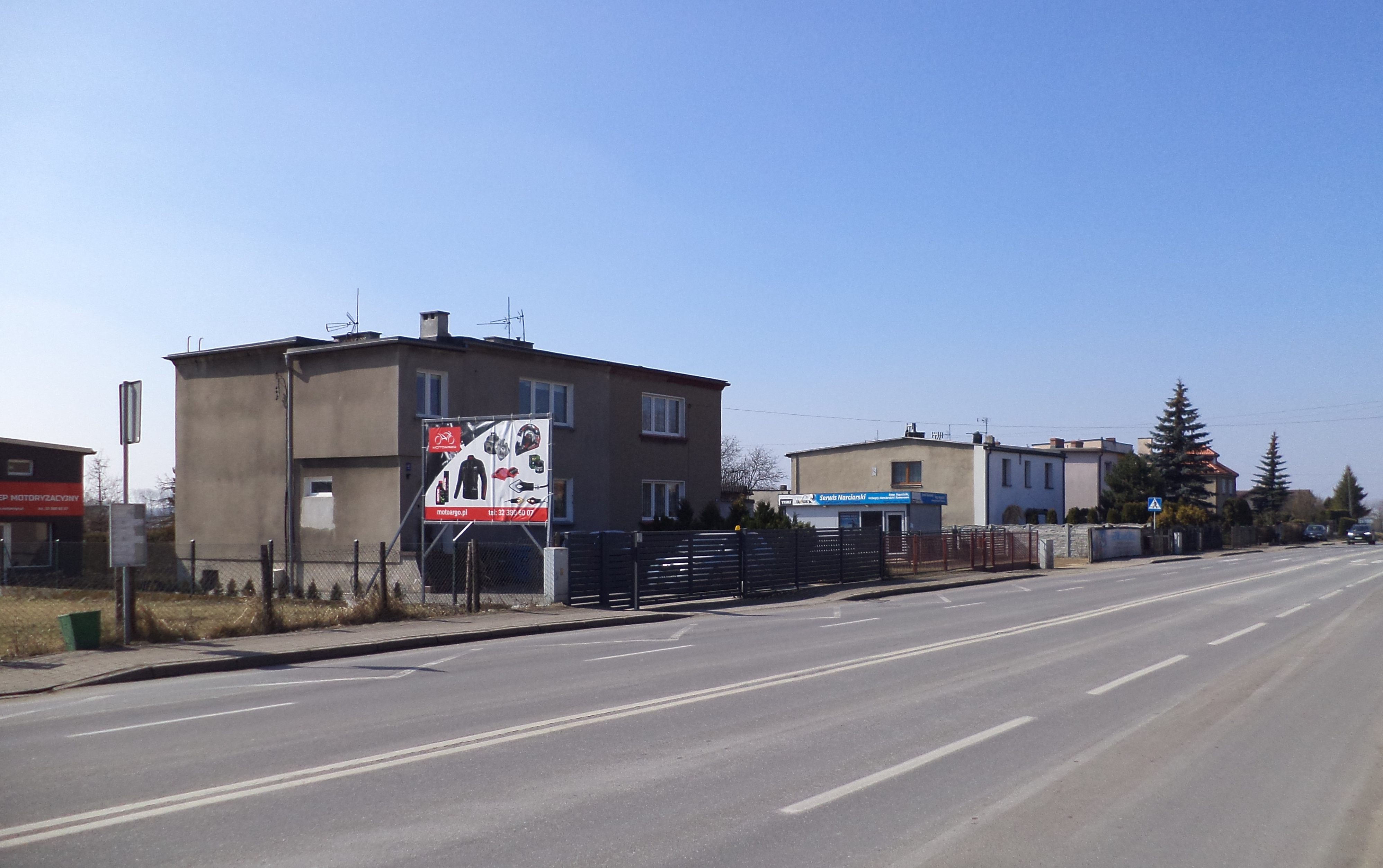
Zabudowania Kolonii Wolności – widok współczesny (2018)

Budynki Kolonii Wolności ulegały na przestrzeni lat wielokrotnym znaczącym przebudowom. Dobudowywano do nich nowe pomieszczenia, wprowadzano nowe podziały, dokonywano nadbudów oraz zmian pokryć dachowych, otworów okiennych i drzwiowych. Najdłużej zachowany w swojej pierwotnej formie był budynek przy ul. Wyszyńskiego 48, całkowicie przebudowany w 1952 roku.
Obecnie w domach Kolonii mieszczą się różne prywatne przedsiębiorstwa, m.in. restauracja, hurtownia materiałów budowlanych oraz serwis narciarski.
Budynek dawnej cechowni wyburzono w 2014 roku. Przed działką, na której stał, zlokalizowany jest przystanek autobusowy ZTM o nazwie Stare Tarnowice Pomorska (wcześniej: Stare Tarnowice Spółdzielnia).